# Джонсон, Дуайт Хэл
Дуайт Хэл Джонсон (7 мая 1947 – 30 апреля 1971) — солдат армии США. Уроженец Детройта, штат Мичиган. Удостоился медали Почёта за свои действия в январе 1968 года в ходе Вьетнамской войны.

## Биография
Родился 7 мая 1947 года, проживал в Джеффри-хоумс (проект социального жилья), Детройт, Мичиган. Отца он не знал, мать в одиночку вырастила Дуайта и его младшего брата.
Поступил на службу в армию США, вступил в роту В, первый батальон, 69-го моторизованного батальона, 4-й пехотной дивизии.
По возвращении из Вьетнама Джонсон не мог найти своё место в жизни. До награждения медалью Почёта он испытывал проблемы с поиском работы и влез в большие долги. После награждения он вернулся в армию, где работал рекрутёром и делал выступления для службы связей с общественностью. Когда он начал пропускать назначенные встречи и выступления его отправили на медицинское обследование, выявившее депрессию, вызванную проблемами послевоенной адаптации. Такое нарушение часто называется посттравматическим стрессовым расстройством. 
29 апреля 1971 года в 11.30 Джонсон зашёл в магазин в миле от своего дома, вытащил револьвер калибра 0.22 из под пальто и потребовал от кассира всю наличность. Владелец магазина находился в подсобке. Он вышел, был ранен в бицепс выстрелом Джонсона, и ответил огнём из своего револьвера 0,38 калибра. Джонсон получил четыре попадания: три в грудь и одно в лицо.  Он скончался 30 апреля в 4.00 на операционном столе и был похоронен на Арлингтонском национальном кладбище 6 мая 1971 года (район 31, участок 471). Его мать сказала:    

«Иногда я задаюсь вопросом, не устал ли Скип от этой жизни и нуждался в ком-то, кто нажал бы на курок»
Оригинальный текст (англ.)Sometimes I wonder if Skip was tired of this life and needed someone else to pull the trigger
— 

## В культуре

Пехотинец из почётной роты отдаёт почести могиле Джонсона на Арлингтонском национальном кладбище, 2013 год

Жизненная трагедия Джонсона послужила источником вдохновения для создания двух пьес: Strike Heaven on the Face Ричарда Уэсли и The Medal of Honor Rag Тома Коула. Последняя была экранизована и показана на канале PBS.
Поэт Майкл С. Харпер написал в 1973 году серию стихов под названием Debridement.
Гарри Чаплин написал песню Bummer, включённую  в альбом Portrait Gallery, торговая марка Elektra Entertainment, 1975 год

## Наградная запись к медали Почёта

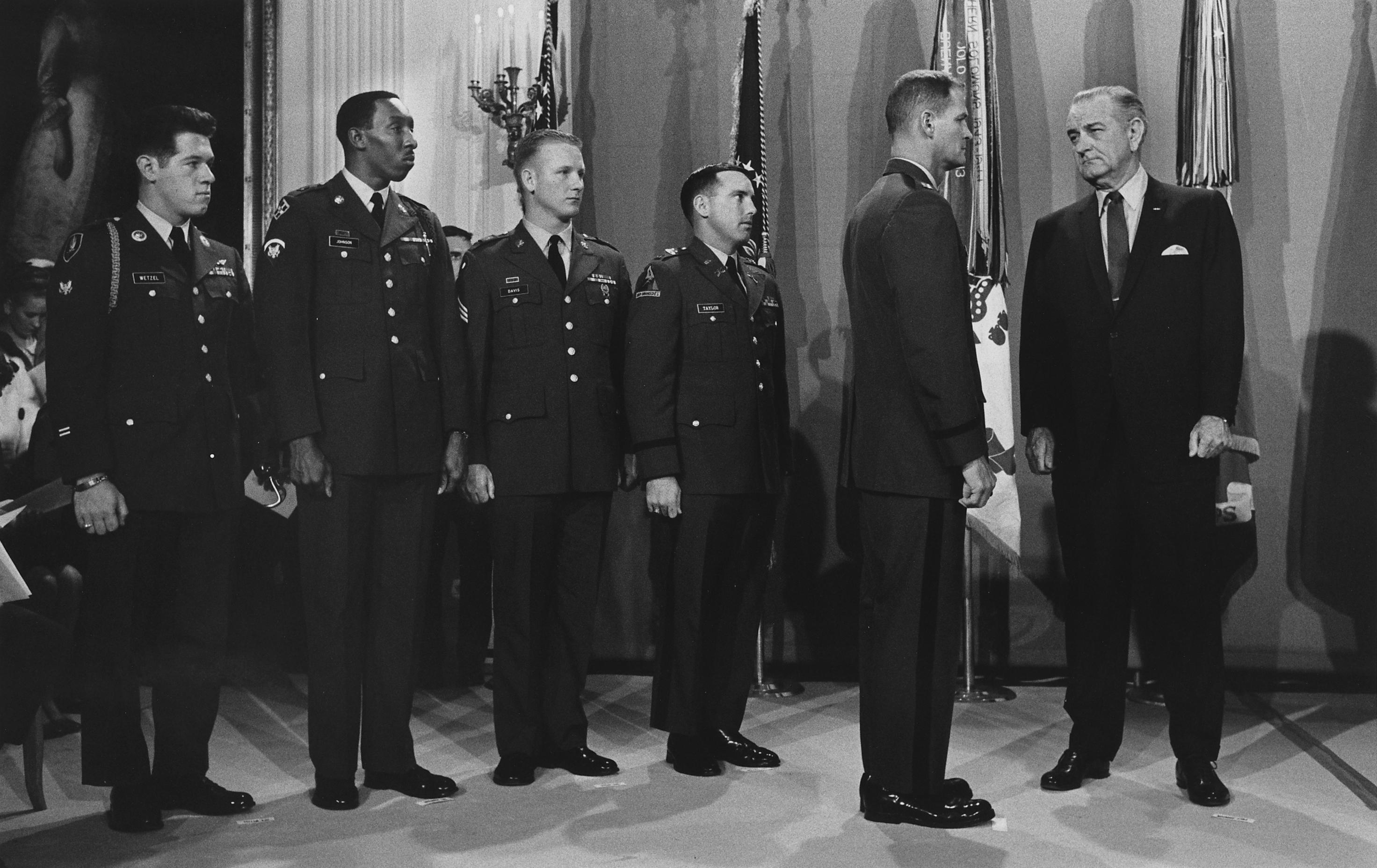
Награждение медалью Почёта. Слева направо: Гэри Дж. Уэцел, Дуайт Х. Джонсон, Сэмми Ли Дэвис, Джеймс А. Тейлор, Чарльз Дж. Лайтеки и президент США Линдон Джонсон.

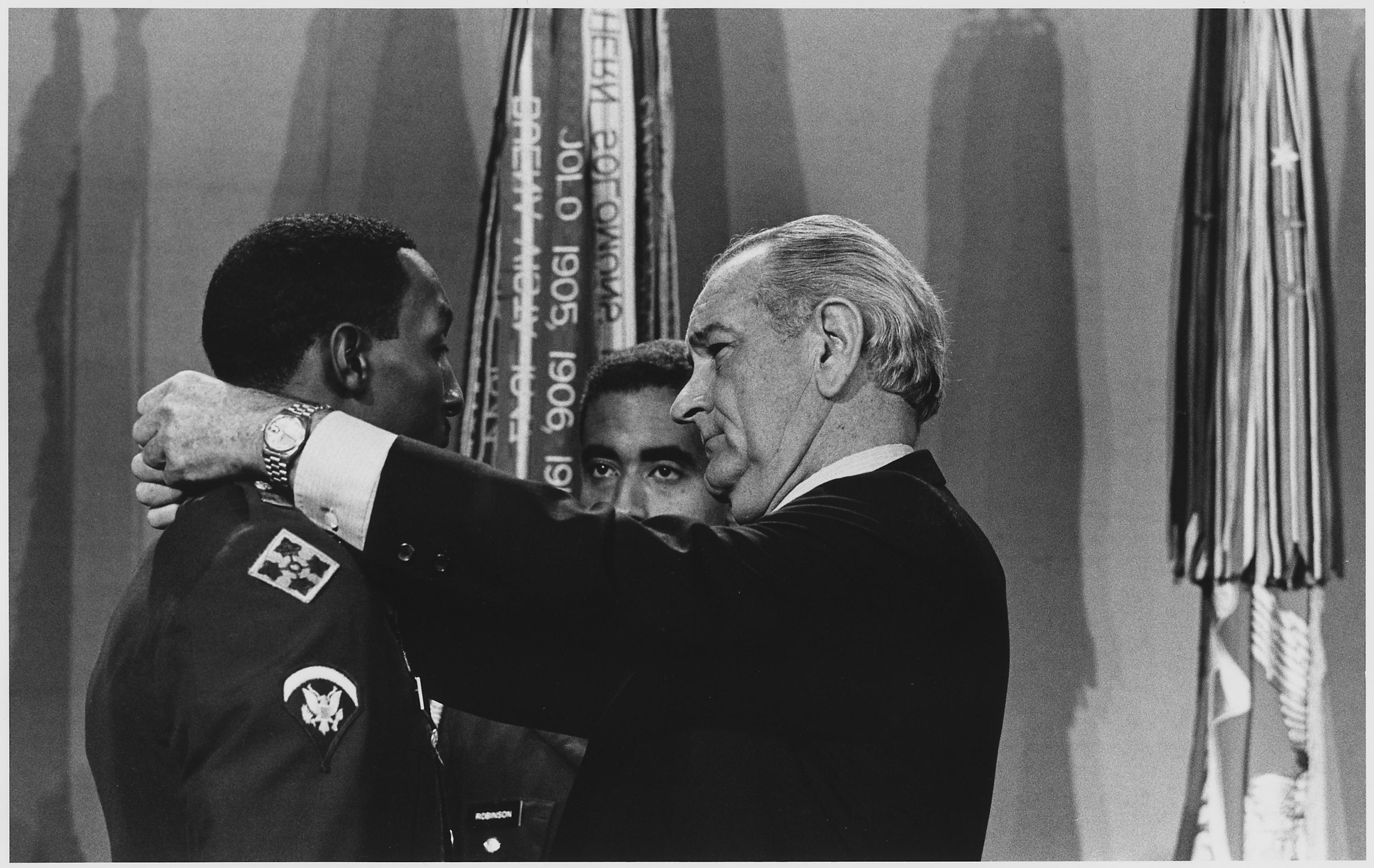
Президент Линдон Джонсон вручает медаль Дуайту Джонсону, 19 ноября 1968 года

За выдающуюся храбрость и отвагу, проявленные с риском для жизни при выполнении и перевыполнении долга службы. Специалист (Е-5) Джонсон, водитель танка роты В состоял в группе реагирования, выдвинувшейся на помощь взводу, вступившему в тяжёлый бой с северовьетнамским отрядом численностью до батальона. Когда танк специалиста Джонсона прибыл к месту боя, у него порвалась гусеница и танк оказался обездвижен. Поняв, что как водитель он оказался бесполезен, Джонсоны вылез из танка, вооружённый только пистолетом калибра 0.45. Несмотря на вражеский огонь, специалист Джонсон убил нескольких вражеских солдат, пока не исчерпал боезапас. Невзирая на плотный обстрел из базук, автоматического и лёгкого стрелкового оружия он вернулся к танку, где подобрал пистолет-пулемёт и продолжил сражаться с наступающим противником. Под смертоносным вражеским обстрелом он вернулся в центр боевого порядка и уничтожил нескольких решительных противников. Исчерпав боезапас, он убил вражеского солдата прикладом пистолета-пулемёта. Оставшись безоружным, специалист Джонсон игнорируя вражеский огонь, взобрался на танк сержанта, командира взвода , вытащил раненого бойца и затащил его в бронетранспортёр. Он вернулся к тому же танку и  помогал вести огонь из главного оружия, пока оно не заглохло. В великолепном проявлении мужества специалист Джонсон покинул танк и вооружённый только пистолетом калибра 0.45 уничтожил нескольких северовьетнамских солдат рядом с танком. Пробившись с боем через плотный вражеский огонь он взобрался на свой  обездвиженный танк и оказавшись полностью открытым для вражеского огня храбро и умело вёл огонь по противнику из 50-калиберного пулемёта пока ситуация не вернулась под контроль. Своей глубокой заботой о своих товарищах-солдатах, проявленную с риском для жизни при выполнении и перевыполнении долга службы, специалист Джонсон поддержал высочайшие традиции военной службы и принёс великую славу себе и армии США.
Оригинальный текст (англ.)
For conspicuous gallantry and intrepidity at the risk of his life above and beyond the call of duty. Specialist 5 Johnson, a tank driver with Company B, was a member of a reaction force moving to aid other elements of his platoon, which was in heavy contact with a battalion size North Vietnamese force. Specialist Johnson's tank, upon reaching the point of contact, threw a track and became immobilized. Realizing that he could do no more as a driver, he climbed out of the vehicle, armed only with a .45 caliber pistol. Despite intense hostile fire, Specialist Johnson killed several enemy soldiers before he had expended his ammunition. Returning to his tank through a heavy volume of antitank rocket, small arms and automatic weapons fire, he obtained a sub-machine gun with which to continue his fight against the advancing enemy. Armed with this weapon, Specialist Johnson again braved deadly enemy fire to return to the center of the ambush site where he courageously eliminated more of the determined foe. Engaged in extremely close combat when the last of his ammunition was expended, he killed an enemy soldier with the stock end of his submachine gun. Now weaponless, Specialist Johnson ignored the enemy fire around him, climbed into his platoon sergeant's tank, extricated a wounded crewmember and carried him to an armored personnel carrier. He then returned to the same tank and assisted in firing the main gun until it jammed. In a magnificent display of courage, Specialist Johnson exited the tank and again armed only with a .45 caliber pistol, he engaged several North Vietnamese troops in close proximity to the vehicle. Fighting his way through devastating fire and remounting his own immobilized tank, he remained fully exposed to the enemy as he bravely and skillfully engaged them with the tank's externally-mounted .50 caliber machine gun; where he remained until the situation was brought under control. Specialist Johnson's profound concern for his fellow soldiers, at the risk of his life above and beyond the call of duty are in keeping with the highest traditions of the military service and reflect great credit upon himself and the United States Army.
— 